# فورانگر پرتو ایکس
فورانگرهای پرتو ایکس (X-ray bursters) متغیرهای بی‌نظمی هستند که به صورت تصادفی، درخشش‌هایی ناگهانی، معروف به فوران‌های پرتو ایکس نوع یک، از خود بروز می‌دهند. فاصله بین طغیان‌ها، به‌طور معمول، چند ساعت یا چند روز است؛ اما انفجاری‌های سریع‌تر نیز وجود دارد. به‌نظر می‌رسد که شدت طغیان به مدت زمان بارگیری مجدد بستگی داشته باشد.
فوران‌های پرتو ایکس نوع ۱ به فوران‌ها در نواخترهای کلاسیک شبیه است. با وجود این، منبع تابش در فورانگرهای نوع ۱ نمی‌تواند اشتعال هیدروژن باشد، چرا که تابش بیشینه در ناحیه پرتو ایکس قرار دارد. در عوض، گاز ستارهٔ همدم روی ستاره نوترونی می‌نشیند. در آنجا به‌صورت یکنواخت هیدروژن به هلیوم می‌سوزد. سپس، زمانی که پوستهٔ در حال رشد هلیومی به یک دمای بحرانی رسید، در یک جرقه هلیومی به کربن می‌سوزد. با توجه به اینکه در اینجا هیچ مانعی به‌صورت لایهٔ ضخیم خارجی وجود ندارد، این اشتعال به‌صورت فورانی از تابش پرتو ایکس ظاهر می‌شود.